# De Soto, Missouri
De Soto är en stad i Jefferson County i Missouri. Vid 2010 års folkräkning hade De Soto 6 400 invånare.

## Kända personer från De Soto
- Jay Nixon, politiker
- Frank Wilcox, skådespelare